# Hypoxylon texcalense
Hypoxylon texcalense är en svampart som beskrevs av F. San Martín, Port.-Port. & P. Lavín 1999. Hypoxylon texcalense ingår i släktet Hypoxylon och familjen kolkärnsvampar.   Inga underarter finns listade i Catalogue of Life.